# Амаго Цунэхиса
Амаго Цунэхиса (яп. 尼子経久, 25 декабря 1458 — 30 ноября 1541) — японский политический и военный деятель Средних веков периода Сенгоку. Способствовал подъёму силы своего рода.

## Биография
Происходил из влиятельного самурайского рода Амаго. Был старшим сыном даймё Амаго Киёсады. Родился в марте 1458 года. В 1473 году он уже работал помощником отца, в его компетенцию входило налогообложение товаров, которые следовали через провинцию. Он продолжил свою карьеру как помощник Кёгоку Масацунэ — губернатора провинции Идзумо.
В 1484 году губернатор выгнал Цунэхису со службы. В 1486 году Цунэхиса вернулся и всего со 100 войнами захватил цитадель клана Роккаку — замок Томидадзё. Он получил полный контроль над Идзумо до 1508 года.
В 1513 году в битве с Сакураи Масамунэ он потерял старшего сына и наследника — Амаго Масахиса. Под руководством Цунэхиса клан Амаго укрепился и набрал силу, что привело его к конфликту с влиятельным родом Оути. Цунэхиса дважды выступал против Оути — в 1518 и 1522 годах.
Во время второй попытки Цунэхиса вошёл в провинцию Аки, где к нему присоединился Мори Мотонари, составив вассальную присягу. Мотонари удалось захватить замок Кагамияма. Цунэхиса попытался захватить замок Канаяма, но его постигла неудача, поэтому он вернулся в свою провинцию в 1524 году. В 1527 году кланы Амаго и Оути снова столкнулись в борьбе за провинцию Бинго.
Когда в 1528 году умер один из главных соперников Цунэхиса — Оути Ёсиоки, Цунэхиса решил воспользоваться возможностью расширить влияние клана Амаго на восток и прибрать к рукам провинцию Ивами, которая служила вечным «яблоком раздора» из-за своих богатых серебряных рудников.
В то же время много сделал для развития своих владений и городов. К числу его наследия принадлежит замечательный синтоистский храм Кицуги в провинции Идзумо, который был построен в 1530 году.
Его амбициозные планы были приостановлены из-за мятежа, который поднял его третий сын Энъя Окихиса в 1532 году, что был недоволен результатами разделения наследства. Хотя мятеж Окихисы был подавлен и последний покончил жизнь самоубийством в 1534 году, клан Амаго был ослаблен этими событиями. Вскоре, 1538 года, Цунэхиса отрёкся от власти в пользу своего внука Акихиса, сына погибшего в 1513 году Масахиса, но продолжал принимать наиболее важные для клана решения до самой смерти в 1541 году.